# Doliny Erozyjne Wysoczyzny Elbląskiej
Doliny Erozyjne Wysoczyzny Elbląskiej este o arie protejată (sit de importanță comunitară — SCI) din Polonia întinsă pe o suprafață de 2.260,45 ha, integral pe uscat.

## Localizare
Centrul sitului Doliny Erozyjne Wysoczyzny Elbląskiej este situat la coordonatele 54°16′27″N 19°31′32″E / 54.2742°N 19.5256°E.

## Înființare
Situl Doliny Erozyjne Wysoczyzny Elbląskiej a fost declarat sit de importanță comunitară în octombrie 2009 pentru a proteja 1 specie de plante și 8 specii de animale.

## Biodiversitate
Situată în ecoregiunea continentală, aria protejată conține 8 habitate naturale: Păduri aluvionare cu Alnus glutinosa și Fraxinus excelsior (Alno-Padion, Alnion incanae, Salicion albae), Fânețe de joasă altitudine (Alopecurus pratensis, Sanguisorba officinalis), Turbării active, Păduri de fag Luzulo-Fagetum, Păduri de fag Asperulo-Fagetum, Păduri de stejar sau de stejar și carpen sub-atlantice și medio-europene de Carpinion betuli, Păduri acidofile de stejar bătrân cu Quercus robur pe câmpii nisipoase, Mlaștini împădurite.
La baza desemnării sitului se află mai multe specii protejate:
- plante (1): Buxbaumia viridis
- amfibieni (2): buhai de baltă cu burta roșie (Bombina bombina), triton cu creastă (Triturus cristatus)
- mamifere (3): liliac cârn (Barbastella barbastellus), lupul (Canis lupus), vidră de râu (Lutra lutra)
- nevertebrate (1): fluturele purpuriu (Lycaena dispar)
- pești (2): zvârluga (Cobitis taenia), cicar (Lampetra planeri)